# محمد العقربي
محمد العقربي ولد في 1961 في نابل، هو موظف سامي وأكاديمي وسياسي تونسي.

## السيرة الذاتية

### الدراسات
محمد العقربي متحصل على دكتوراه في التصرف المالي من كلية العلوم الاقتصادية والتصرف بتونس (جامعة تونس المنار). تحصل من جهة أخرى على شهادة دراسات عليا من المدرسة الوطنية للإدارة بتونس، وأيضا على شهادة في الجباية والأستاذية في التصرف المالي.

### المسار المهني
عمل كمدير للامتيازات الجبائية والمالية في وزارة المالية، ثم المدير العام لمكتب الإحاطة بالمؤسسات الصغرى والمتوسطة في وزارة الصناعة والطاقة والمؤسسات الصغرى والمتوسطة. ثم وحتى 2010، كان المدير العام للنهوض بالمؤسسات الصغرى والمتوسطة في نفس الوزارة. 

من جهة أخرى، عمل كأستاذ جامعي مختص في الجباية والتصرف المالي، وكان عضو المجلس الأعلى للاستثمار الخارجي والمجلس الوطني للجباية.

### المسار السياسي
في 14 يناير 2010، عين في منصب وزير التكوين المهني والتشغيل في حكومة محمد الغنوشي الأولى، وبقي على رأس الوزارة حتى 27 يناير 2011، أيام بعد الثورة التونسية.

## الحياة الخاصة
محمد العقربي متزوج وأب لثلاثة أبناء.